# Championnat d'Uruguay de rugby à XV 2012
Navigation
Primera División 2011 Primera División 2013
Le championnat d'Uruguay de rugby à XV 2012 appelé Primera División 2012 est une compétition de rugby à XV qui oppose les huit meilleurs des clubs uruguayens. La compétition commence le 14 avril 2012 et se termine le 6 octobre 2012.
Une phase finale recueille les quatre meilleurs clubs pour des demi-finales et une finale.

## Les clubs de l'édition 2012
Les 9 équipes de la Primera División 2012 sont :
| - Carrasco Polo Club - Club Champagnat Rugby - Los Cuervos Rugby - Montevideo Cricket Club - Old Boys & Old Girls Club | - Old Christians Club - Pucaru Stade Gaulois - Trébol Rugby Club - Lobos Rugby |

## Phase régulière

### Classement
| Rang | Club                | J  | V  | N | D  | Bo | Bd | Pm | Pe | Diff | Pts |
| ---- | ------------------- | -- | -- | - | -- | -- | -- | -- | -- | ---- | --- |
| 1    | Carrasco Polo (T)   | 16 | 14 | 0 | 2  | 10 | 1  | 0  | 0  | 0    | 67  |
| 2    | Old Christians Club | 16 | 13 | 1 | 2  | 8  | 2  | 0  | 0  | 0    | 64  |
| 3    | Trébol              | 16 | 11 | 0 | 5  | 6  | 2  | 0  | 0  | 0    | 52  |
| 4    | Old Boys            | 16 | 10 | 2 | 4  | 4  | 2  | 0  | 0  | 0    | 50  |
| 5    | PSG                 | 16 | 8  | 1 | 7  | 6  | 2  | 0  | 0  | 0    | 42  |
| 6    | Los Cuervos         | 16 | 6  | 2 | 8  | 2  | 5  | 0  | 0  | 0    | 35  |
| 7    | MVCC                | 16 | 4  | 0 | 12 | 1  | 3  | 0  | 0  | 0    | 20  |
| 8    | Champagnat          | 16 | 1  | 3 | 12 | 0  | 0  | 0  | 0  | 0    | 10  |
| 9    | Lobos               | 16 | 0  | 1 | 15 | 1  | 2  | 0  | 0  | 0    | 5   |

|  | Qualifiés pour les demi-finales (no 1, no 2)                 |
|  | Qualifiés pour les quarts de finale (no 3, no 4, no 5, no 6) |
|  | T : tenant du titre 2011                                     |

Attribution des points : victoire sur tapis vert : 5, victoire : 4, match nul : 2, défaite : 0, forfait : -2 ; plus les bonus (offensif : 4 essais marqués ; défensif : défaite par 7 points d'écart ou moins).

### Résultats détaillés
L'équipe qui reçoit est indiquée dans la colonne de gauche.
| Clubs          | OCC   | PSG   | C. Polo | Old Boys | Trébol | Cuervos | MVCC  | Champ. | Lobos |
| -------------- | ----- | ----- | ------- | -------- | ------ | ------- | ----- | ------ | ----- |
| Old Christians |       | 21-9  | 19-8    | 28-11    | 42-9   | 21-16   | 29-6  | 55-19  | 57-10 |
| PSG            | 12-12 |       | 7-42    | 23-20    | 13-19  | 12-13   | 20-19 | 36-26  | 29-11 |
| C. Polo        | 19-17 | 61-3  |         | 30-19    | 12-10  | 56-0    | 33-10 | 52-0   | 48-32 |
| Old Boys       | 8-3   | 24-12 | 19-13   |          | 24-20  | 27-22   | 13-11 | 50-8   | 45-0  |
| Trébol         | 3-46  | 32-24 | 7-34    | 25-18    |        | 22-19   | 47-14 | 48-7   | 36-5  |
| Los Cuervos    | 17-40 | 5-39  | 12-26   | 9-9      | 12-16  |         | 18-5  | 32-12  | 39-5  |
| MVCC           | 5-22  | 8-39  | 15-36   | 10-34    | 9-22   | 6-10    |       | 36-20  | 6-3   |
| Champagnat     | 21-35 | 14-31 | 10-71   | 16-16    | 0-49   | 5-5     | 9-21  |        | 13-13 |
| Lobos          | 3-59  | 5-33  | 3-46    | 3-18     | 8-12   | 0-30    | 3-22  | 8-23   |       |

|  | Victoire à domicile |  | Match nul |  | Défaite à domicile |

## Phase finale

### Tableau
|  | Quarts de finale         | Quarts de finale        |                        |                 | Demi-finales       | Demi-finales    |  |  | Finale       | Finale       |
|  | Quarts de finale         | Quarts de finale        |                        |                 | Demi-finales       | Demi-finales    |  |  | Finale       | Finale       |
|  |                          |                         |                        |                 |                    |                 |  |  |              |              |
|  | le 22 septembre          | le 22 septembre         |                        |                 | le 29 septembre    | le 29 septembre |  |  | le 6 octobre | le 6 octobre |
|  | le 22 septembre          | le 22 septembre         |                        |                 | le 29 septembre    | le 29 septembre |  |  | le 6 octobre | le 6 octobre |
|  | le 22 septembre          | le 22 septembre         | [1] Carrasco Polo Club | 33              |                    |                 |  |  | le 6 octobre | le 6 octobre |
|  | [4] Old Boys Club        | 18                      | [1] Carrasco Polo Club | 33              |                    |                 |  |  | le 6 octobre | le 6 octobre |
|  | [4] Old Boys Club        | 18                      | Old Boys Club          | 12              |                    |                 |  |  | le 6 octobre | le 6 octobre |
|  | [5] Pucaru Stade Gaulois | 12                      | Old Boys Club          | 12              |                    |                 |  |  | le 6 octobre | le 6 octobre |
|  | [5] Pucaru Stade Gaulois | 12                      | le 29 septembre        | le 29 septembre | Carrasco Polo Club | 30              |  |  |              |              |
|  | le 22 septembre          |                         | le 29 septembre        | le 29 septembre | Carrasco Polo Club | 30              |  |  |              |              |
|  |                          | Old Christians Club     | le 29 septembre        | le 29 septembre | 6                  |                 |  |  |              |              |
|  | [3] Trébol Rugby Club    | Old Christians Club     | le 29 septembre        | le 29 septembre | 6                  | 26              |  |  |              |              |
|  | [3] Trébol Rugby Club    | Trébol Rugby Club       | 3                      |                 |                    | 26              |  |  |              |              |
|  | [6] Los Cuervos Rugby    | Trébol Rugby Club       | 3                      | 18              |                    |                 |  |  |              |              |
|  | [6] Los Cuervos Rugby    | [2] Old Christians Club | 10                     | 18              |                    |                 |  |  |              |              |
|  |                          | [2] Old Christians Club | 10                     |                 |                    |                 |  |  |              |              |

### Finale
| 6 octobre 2012 16 h 00 | Carrasco Polo Club | 30 – 6 | Old Christians Club | Estadio Charrúa, Montevideo Arbitre : E. Blengio |
| 6 octobre 2012 16 h 00 |                    |        |                     | Estadio Charrúa, Montevideo Arbitre : E. Blengio |
| 6 octobre 2012 16 h 00 |                    |        |                     | Estadio Charrúa, Montevideo Arbitre : E. Blengio |